# Tikhon Tchitcherine
Tikhon Sergueïevitch Tchitcherine (Ти́хон Серге́евич Чиче́рин), né le 11 septembre 1869 à Saint-Pétersbourg et mort le 22 mars 1904, est un aristocrate russe qui fut l'un des fondateurs de la Revue russe d'entomologie. Spécialiste amateur d'entomologie, il s'intéressa particulièrement aux coléoptères et décrivit plus de cinq cents nouveaux taxons. Tikhon Tchitcherine était le neveu du philosophe Boris Tchitcherine et le cousin issu de germain de Gueorgui Tchitcherine.

## Biographie
Tchitchrine descend d'une famille de l'antique noblesse. Son père, Sergueï Pavlovitch, est officier de la Garde et sa mère, née Alexandra Kerener, est une ancienne actrice dramatique des théâtres impériaux.
Il publie à l'âge de dix-sept ans son premier article dans Les Travaux de la Société russe d'entomologie sur la description d'un carabe. Le futur naturaliste Andreï Semionov-Tian-Chanski écrit également son premier article dans ce numéro. Les deux jeunes gens sympathisent. Il poursuit ses études à l'École de Droit de Saint-Pétersbourg, et devient ensuite (1889-1892) procureur-assistant dans l'oblast du Daguestan à Temour-Khan-Choura (aujourd'hui Bouïnaksk).
Il reçoit un important héritage en 1892, ce qui lui permet de quitter la carrière de fonctionnaire et de retourner dans la capitale impériale pour se consacrer à sa passion, l'entomologie. Il commence donc à travailler intensément au musée zoologique de l'Académie des sciences. En 1896, il s'installe dans le domaine familial d'Olguino (dans le gouvernement de Vladimir) et fait un voyage en Allemagne, en France et en Belgique, pour y étudier les collections d'insectes des musées et des collections privées.
En 1899-1901, il fait un grand voyage à Madagascar, où il collecte nombre d'espèces.
Il figure parmi les fondateurs de La Revue russe d'entomologie publiée à partir de 1901 à Iaroslavl. Cette revue est à la base des publications actuelles de l'Académie des sciences.
En 1902, il se rend à Saint-Pétersbourg afin d'étudier la collection d'insectes de son ami Semionov-Tian-Chanski et de collaborer à la Revue russe d'entomologie, mais il se suicide à l'âge de trente-quatre ans, le 22 mars 1904. Son abréviation zoologique s'écrit selon l'orthographe allemande Tschitscherin.

## Source
- (ru) Cet article est partiellement ou en totalité issu de l’article de Wikipédia en russe intitulé « Чичерин, Тихон Сергеевич » (voir la liste des auteurs).

Tschitscherin est l’abréviation habituelle de Tikhon Tchitcherine en zoologie.

Consulter la liste des abréviations d'auteur en zoologie ou la liste des taxons zoologiques assignés à cet auteur par ZooBank